# 拓樹粉蝨
拓樹粉蝨（学名：Singhiella vanieriae）为粉蝨科迷粉蝨屬下的一个种。